# Ingvar Wahlén
Sven Ingvar Wahlén, folkbokförd Wallén, född 8 november 1925 i Ängelholm, död 3 februari 1989 i Örkelljunga, var en svensk författare.
Sedan Wahléns mor dött 1932 flyttade han och hans syskon till sina morföräldrar. I en senare bok, Där barn jag lekt (1974) berättar Wahlén om den lyckliga tiden hos morfadern som sedermera blir änkling. Barnavårdsnämnden ingrep då morfadern fick dålig ekonomi och hälsa. Ingvar Wahlén blev under sin tid som fosterbarn, och gratisdräng, misshandlad. Vid 16 års ålder rymde Wahlén till morfadern.
Wahlén gifte sig 1947 med Margit Nilsson och fick sex barn. Han grundade Bokförlaget Settern som i dag, efter att dottern Magdalena Rönneholm avlidit 2010, drivs av två söner.
Wahlén använde sig ibland även av pseudonymen Sven O. Olsson.

## Priser och utmärkelser
- 1953 – Boklotteriets stipendiat
- 1955 – Landsbygdens författarstipendium
- 1956 – Boklotteriets stipendiat